# Lijst van shorttrackrecords 500 meter vrouwen
Dit is een overzicht van de schaatsrecords op de 500 meter vrouwen bij het shorttrack.

## Ontwikkelingwereldrecord500 meter shorttrack
| Nr | Naam               | Land                | Tijd   | Plaats              | Datum      |
| -- | ------------------ | ------------------- | ------ | ------------------- | ---------- |
| 1  | Miyoshi Kato       | Japan               | 52,42  | Den Haag            | 29-03-1981 |
| 2  | Sylvie Daigle      | Canada              | 50,44  | Moncton             | 03-04-1982 |
| 3  | Sylvie Daigle      | Canada              | 49,49  | Tokio               | 09-04-1983 |
| 4  | Eiko Shishii       | Japan               | 48,49  | Amsterdam           | 16-03-1985 |
| 5  | Bonnie Blair       | Verenigde Staten    | 48,12  | Chamonix-Mont-Blanc | 05-04-1986 |
| 6  | Cristina Sciolla   | Italië              | 47,77  | Boedapest           | 16-01-1988 |
| 7  | Zhang Yanmei       | China               | 47,08  | Sydney              | 23-03-1991 |
| 8  | Sylvie Daigle      | Canada              | 46,72  | Albertville         | 16-11-1991 |
| 9  | Kim Soo-hee        | Zuid-Korea          | 46,72  | Denver              | 03-04-1992 |
| 10 | Zhang Yanmei       | China               | 45,6   | Peking              | 27-03-1993 |
| 11 | Kim Yoon-mi        | Zuid-Korea          | 45,53  | Gjøvik              | 18-03-1995 |
| 12 | Isabelle Charest   | Canada              | 45,25  | Den Haag            | 02-03-1996 |
| 13 | Yang Yang (A)      | China               | 45,18  | Peking              | 30-11-1996 |
| 14 | Isabelle Charest   | Canada              | 44,867 | Nagano              | 29-03-1997 |
| 15 | Evgenja Radanova   | Bulgarije           | 44,69  | Székesfehérvár      | 07-11-1998 |
| 16 | Marinella Canclini | Italië              | 44,62  | Oberstdorf          | 23-01-1999 |
| 17 | Evgenja Radanova   | Bulgarije           | 43,873 | Lake Placid         | 18-02-2000 |
| 18 | Evgenja Radanova   | Bulgarije           | 43,671 | Calgary             | 19-10-2001 |
| 19 | Wang Meng          | China               | 43,216 | Salt Lake City      | 09-02-2008 |
| 20 | Wang Meng          | China               | 43,125 | Salt Lake City      | 19-10-2008 |
| 21 | Wang Meng          | China               | 43,105 | Peking              | 29-11-2008 |
| 22 | Wang Meng          | China               | 42,609 | Peking              | 29-11-2008 |
| 23 | Wang Meng          | China               | 42,597 | Dresden             | 10-02-2013 |
| 24 | Fan Kexin          | China               | 42,504 | Salt Lake City      | 09-11-2014 |
| 25 | Elise Christie     | Verenigd Koninkrijk | 42,335 | Salt Lake City      | 13-11-2016 |
| 26 | Kim Boutin         | Canada              | 41,936 | Salt Lake City      | 03-11-2019 |